# Nicolaj Brüel
Nicolaj Brüel (Copenaghen, 19 agosto 1965) è un direttore della fotografia danese, vincitore del David di Donatello nel 2019.

## Biografia
Figlio del direttore della fotografia Dirk Brüel, ottiene il successo internazionale con The Machine nel 2013.

## Filmografia parziale

### Cinema
- The Machine, regia di Caradog W. James (2013)
- Dogman, regia di Matteo Garrone (2018)
- 5 è il numero perfetto, regia di Igort (2019)
- Pinocchio, regia di Matteo Garrone (2019)

### Televisione
- Il Gattopardo – miniserie TV, 6 puntate (2025)

## Riconoscimenti

### David di Donatello
- 2019 - David di Donatello per il miglior direttore della fotografia per Dogman

### Le Giornate della Luce
- 2020 - Il Quarzo di Spilimbergo per il miglior direttore della fotografia per Pinocchio
- 2020 - Il Quarzo del pubblico per il miglior direttore della fotografia per Pinocchio